# توجيه الحزم

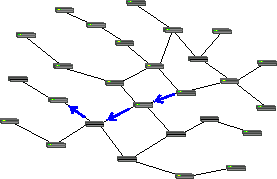
صورة تمثل عملية نقل الحزم من مرسل واحد إلى مستقبل واحد

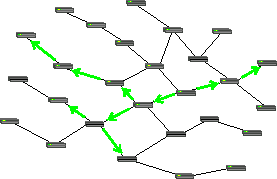
صورة تمثل عملية نقل الحزم من مرسل واحد إلى مجموعة محددة من المستقبلين

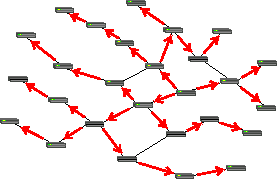
صورة تمثل عملية نقل الحزم من مرسل واحد إلى جميع من يستطيع الاستقبال

توجيه الحزم هي العملية التي يتم من خلالها نقل الحزم من جزء معين في الشبكة إلى جزء آخر من خلال أجهزة الربط في الشبكة.
وطبقة الشبكة في نموذج التوصيل البيني للأنظمة المفتوحة  مسؤولة عن إعادة توجيه الحزم .أبسط نموذج إعادة توجيه (البث الاحادي)يتضمن حزمة يتم نقلها من وصلة لربط على طول سلسلة الرائدة من مصدر الحزمة إلى وجهتها ومع ذلك: يتم استخدام استراتيجيات إعادة توجيه أخرى بشكل شائع, ويتطلب البث المتعدد الإذاعي تكرار حزمة وإرسال نسخ من وصلات متعددة بهدف تقديم نسخة إلى كل جهاز على الشبكة. ومن الناحية العملية لا ترسل حزم البث في كل مكان على الشبكة بل إلى الأجهزة داخل نطاق البث فقط مما يجعل البث مصطلحا نسبيا وأقل شيوعا من الإذاعة، ولكن ربما أكبر فائدة وأهمية نظري هو الإرسال المتعدد حيث يتم تكرار حزمة انتقائية ونسخ تسليمها إلى كل مجموعة من المتلقين .
وتميل تقنيات الشبكات إلى دعم نماذج توجيه معينة بشكل طبيعي على سبيل المثال : الألياف البصرية والاسلاك النحاسية تشغيل مباشرة من جهاز إلى آخر لتشكيل وسائل الإعلام أحادية طبيعية - البيانات التي تنتقل في نهاية واحدة يتم استلامها من قبل جهاز واحد فقط في الطرف الآخر ومع ذلك، وكما هو مبين في الرسوم البيانية، يمكن للعقد توجيه الحزم لإنشاء توزيعات البث المتعدد أو البث من وسائط البث الأحادي الطبيعي , 
مثل:الإيثرنت التقليدية(10BASE5 and 10BASE2, والاحدث 10BASE-T).
وهي وسائط بث طبيعية تعلق جميع العقد بسلك طويل واحد، وينظر إلى حزمة ترسل بواسطة جهاز واحد بواسطة كل جهاز آخر متصل بالسلك . عقد إيثرنت تنفيذ أحادي عن طريق تجاهل الحزم التي لم توجه مباشرة لهم. شبكة لاسلكية هي البث المتعدد بشكل طبيعي - جميع الأجهزة داخل دائرة نصف قطرها الاستقبال يمكن الحصول على حزمهامن جهاز الإرسال .
تتجاهل العقد اللاسلكية الحزم الموجهة إلى أجهزة أخرى، ولكنها تتطلب إعادة توجيه للوصول إلى عقد خارج نصف قطر الاستقبال , وفي العقد التي تتوافر فيها عدة وصلات صادرة، فان  اختيارها ( كلها أو أي منها)) لإعادة توجيه حزمة معينة يتطلب عملية صنع القرار التي تكون معقدة في بعض الأحيان في حين أنها بسيطة في المفهوم. وبما أنه يجب اتخاذ قرار إعادة توجيه لكل حزمة تعالجها عقدة، فإن الوقت الإجمالي اللازم لذلك يمكن أن يصبح عاملا رئيسيا مقيدا في أداء الشبكة بشكل عام وقد ركز الكثير من جهود التصميم من أجهزة التوجيه والمفاتيح عالية السرعة على اتخاذ قرارات الشحن السريع لأعداد كبيرة من الحزم .
يتم اتخاذ قرار إعادة التوجيه عموما باستخدام واحدة من عمليتين: التوجيه: والذي يستخدم المعلومات المشفرة في عنوان الجهاز لاستدلال موقعه على الشبكة أو جسر، مما يجعل أي افتراضات حول أين توجد العناوين ويعتمد بشكل كبير على البث لتحديد موقع غير معروف العنوان. وقد أدت النفقات العامة الثقيلة للبث إلى هيمنة التوجيه في الشبكات الكبيرة، ولا سيما شبكة الإنترنت؛ ينحسر الربط إلى حد كبير إلى الشبكات الصغيرة حيث يمكن تحمل النفقات العامة للإذاعة. ومع ذلك وبما أن الشبكات الكبيرة تتألف عادة من شبكات أصغر عديدة مرتبطة ببعضها البعض فإنه سيكون من غير الدقيق القول بأن الربط ليس له أي فائدة على شبكة الإنترنت؛ بدلا من ذلك، يتم ترجمة استخدامه .
يمكن للشبكة استخدام إحدى طريقتين مختلفتين لإعادة توجيه الحزم: تخزين أو إعادة توجيه أو القطع.